# نییربوگات
نییربوگات (به مجاری:  Nyírbogát) یک منطقهٔ مسکونی در مجارستان است که در سابولچ-ساتمار-برگ واقع شده‌است. نییربوگات ۵۵٫۳۶ کیلومتر مربع مساحت و ۳٬۱۰۵ نفر جمعیت دارد.